# Woldemar Voigt
Woldemar Voigt, nemški fizik, * 2. september 1850, Leipzig, Nemčija, † 13. december 1919, Göttingen, Nemčija.

## Življenje in delo
Voigt se je ukvarjal s fiziko kristalov, termodinamiko in elektrooptiko. Njegovo glavno delo je bil Priročnik fizike kristalov (Lehrbuch der Kristallphysik), ki je prvič izšel leta 1910. Leta 1898 je odkril Voigtov pojav. V letu 1899 je uvedel pojem tenzorja, kot je poznan sedaj.
Voigt je leta 1887 po svoje zapisal Lorentzeve transformacije in z njimi pokazal, da so Maxwellove enačbe invariantne. Če jih pomnožimo z Lorentzevim fatorjem {\displaystyle \gamma \!\,}, imajo enako obliko kot Lorentzeve. Ker je hitrost svetlobe po Voigtovih transformacijah invariantna, obeh transformacij z Michelson-Morleyjevim ali Kennedy-Thorndikeovim poskusom ne moremo razlikovati. Ključnega pomena je podaljšanje časa. Eksperimentalne meritve podaljšanja časa, ki so jih leta 1938 izvedli Ives, Stillwell in drugi, so odločile v korist Lorentzevih transformacij.
1. 1 2  SNAC — 2010.
2. 1 2  KNAW Historisch Ledenbestand